# Albert D'Huyvetter (senior)
Albert D’Huyvetter senior (Antwerpen, 1811 - Brooklyn, 1887) was een Belgisch kunsthandelaar, die samen met zijn zoon, Albert junior, vooral actief  was op de Noord-Amerikaanse markt.

## Activiteiten
Vader en zoon verkochten niet alleen schilderijen van Europese kunstenaars tegen een commissieloon, ze hadden ook tal van kunstenaars onder contract voor hun hele jaarproductie of voor een aantal werken per jaar. Belgische kunstenaars met wie ze samenwerkten waren onder meer: Jan Portielje, Edward Portielje en Gerard Portielje, alle drie schilders van genretaferelen, David Col, Ferdinand Pauwels, Joseph Van Lerius, Van Seben, Hendrik Schaefels, Lukas Schaefels, Leon Herbo, Ferdinand Pauwels, Evert-Jan Boks, de dierenschilders Eugène Verboeckhoven, Eugène Remy Maes, Franz De Beul en Albert Smets, Albert Rosenboom en L. Petit een schilder van landschappen uit de Antwerpse polders. Het huis correspondeerde verder onder meer ook met kunstschilder Henri Permeke uit Oostende.
Albert senior startte zijn zaak in New York in 1852. Samen met zijn zoon organiseerde hij -met wisselend succes- een verkoop in een of andere New Yorkse galerie zoals Barker’s Gallery (1870), Schenks’s Art Gallery (1878), Leavitt’s Art Galleries (1882), Moore’s Auction Gallery (1888). Ze waren verantwoordelijk voor het samenstellen van de Belgische inzending naar de internationale tentoonstelling in Philadelphia in 1882.
Na aangereden te zijn op straat in New York sukkelde Albert senior de laatste jaren van zijn leven erg met zijn gezondheid. Hij overleed in november 1887 in het huis van zijn schoonzoon aan Pacific street in Brooklyn.

## Trivia
Er bestaan voorgedrukte briefkaarten van de Antwerpse kunsthandelaars D’Huyvetter waarop werken van kunstenaars uit hun "stal" staan afgebeeld : Frans Mortelmans, Euphrosine Beernaert. Het correspondentiepapier luidde “Fine Arts A. D’Huyvetter. Seller on commission of oil paintings of the Belgian Flemish School”.